# جيمس بي. جيبسون
جيمس بي. جيبسون (بالإنجليزية: James B. Gibson)‏ هو سياسي أمريكي، ولد في 1949 بلاس فيغاس في الولايات المتحدة. حزبياً، نشط في الحزب الديمقراطي.